# Lost Seal Stream
Koordinaten: 77° 36′ S, 163° 14′ O
Der Lost Seal Stream ist ein 2,2 km langer Schmelzwasserfluss im ostantarktischen Viktorialand. Im Taylor Valley fließt er vom Westrand des Commonwealth-Gletschers in das nordöstliche Ende des Fryxellsees. 
Seinen Namen erhielt er auf Vorschlag der US-amerikanischen Hydrologin Diane Marie McKnight, Leiterin der Mannschaft des United States Geological Survey, welche zwischen 1987 und 1994 das Flusssystem des Fryxellsees untersuchte. Namensgebend ist eine Weddellrobbe, die sich im November 1990 in das Gebiet nördlich des Fryxellsees verirrt hatte und per Hubschrauber zum New Harbour evakuiert worden war. Zudem befindet sich an der Mündung des Flusses in den Fryxellsees ein weiteres mumifiziertes Exemplar.